# Pedro Febles
Pedro Juan Febles González (né le 18 avril 1958 à Santa Cruz de Tenerife en Espagne et mort le 14 décembre 2011 à Caracas au Venezuela) est un joueur de football international vénézuélien, qui évoluait au poste d'attaquant, avant de devenir ensuite entraîneur.

## Biographie

### Carrière de joueur

#### Carrière en club
Avec le club du Marítimo Venezuela, il remporte deux championnats du Venezuela.

#### Carrière en sélection
Avec l'équipe du Venezuela, il joue 25 matchs (pour 5 buts inscrits) entre 1979 et 1989. 
Il figure dans le groupe des sélectionnés lors des Copa América de 1979, de 1983 et de 1989.
Il dispute 8 matchs comptant pour les tours préliminaires de la coupe du monde, lors des éditions 1982, 1986 et 1990.
Il participe enfin aux Jeux olympiques de 1980 organisés en URSS. Lors du tournoi olympique, il joue un match face à la sélection cubaine.

## Palmarès
| Marítimo Venezuela - Championnat du Venezuela (2) : - Champion : 1986-87 et 1989-90. |  | Caracas - Championnat du Venezuela (1) : - Champion : 1994-95. - Coupe du Venezuela (1) : - Vainqueur : 1994. |